# 耶稣会教堂 (库斯科)
耶稣会教堂（Iglesia de la Compañía de Jesús）是一座历史悠久的耶稣会教堂，位于秘鲁库斯科市中心的兵器广场。它建在印加宫殿的遗址上，是秘鲁最好的西班牙巴洛克建筑之一，对安第斯地区许多巴洛克建筑的发展产生了重大影响。它始建于1576年，在1650年的一次地震中遭到严重破坏。重建的教堂于1668年竣工。